# ファラフラ (エジプト)

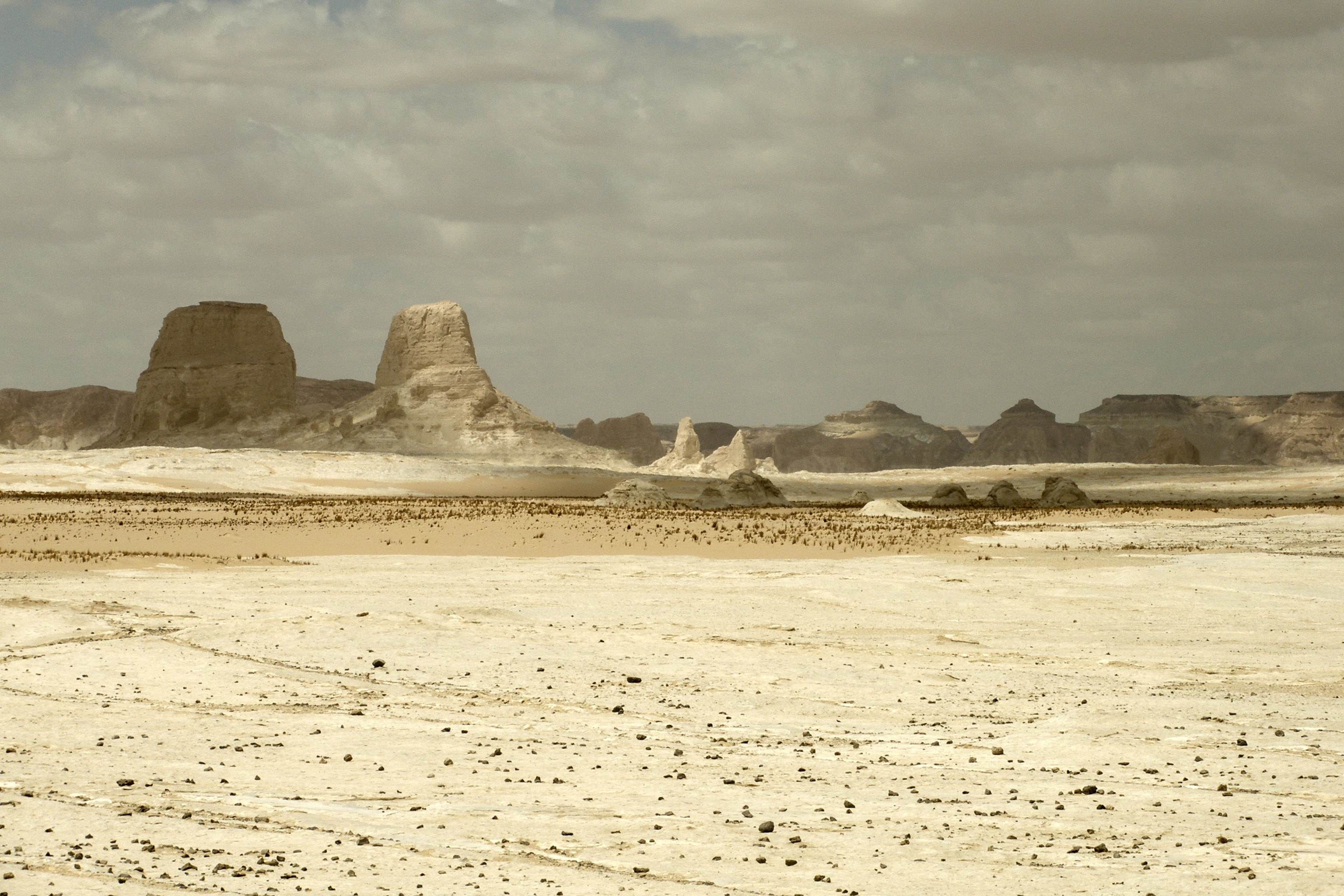
白砂漠

ファラフラ（英名Farafra Oasis、アラビア名الفرافرة）はエジプトワーディー・ゲディード県にある砂漠内のオアシスである。北緯27度3分30秒、東経27度58分12秒。砂漠自体はナイル川から300kmの地点に位置する。砂漠一面が白く見える事から、白砂漠（英語:White Desert）と称される。このオアシス唯一の町がカスル・アル＝ファラフラで、町の中心から約5kmの場所にはビル・シッタ温泉がある。この地域に居住しているのはアラブ人の遊牧民族であるベドウィンであり、2002年の国勢調査では、約5000人が居住しているという事が判明している。
座標: 北緯27度03分30秒 東経27度58分12秒 / 北緯27.05833度 東経27.97000度